# Jean-Pierre Kohut-Svelko
Pour les articles homonymes, voir Kohut.
Jean-Pierre Kohut-Svelko est un décorateur de cinéma français né le 23 avril 1946 à Paris 18e.

## Assistant décorateur
- 1966 : Le Mur de Serge Roullet
- 1967 : Baisers volés de François Truffaut
- 1968 : Bye bye, Barbara de Michel Deville
- 1969 : La Sirène du Mississipi de François Truffaut
- 1970 : L'Enfant sauvage de François Truffaut
- 1970 : Domicile conjugal de François Truffaut
- 1971 : Les Deux Anglaises et le Continent de François Truffaut

## Filmographie
- 1972 : Une belle fille comme moi de François Truffaut
- 1973 : Pleure pas la bouche pleine de Pascal Thomas
- 1974 : France société anonyme d'Alain Corneau
- 1975 : L'important c'est d'aimer d'Andrzej Żuławski
- 1975 : L'Histoire d'Adèle H. de François Truffaut
- 1976 : L'Argent de poche de François Truffaut
- 1976 : Police Python 357 d'Alain Corneau
- 1976 : Un éléphant ça trompe énormément d'Yves Robert
- 1977 : L'Homme qui aimait les femmes de François Truffaut
- 1977 : La Menace d'Alain Corneau
- 1977 : Nous irons tous au paradis d'Yves Robert
- 1977 : La nuit, tous les chats sont gris de Gérard Zingg
- 1978 : La Chambre verte de François Truffaut
- 1978 : Perceval le Gallois d'Éric Rohmer
- 1979 : L'Amour en fuite de François Truffaut
- 1979 : Les Sœurs Brontë d'André Téchiné
- 1979 : Courage fuyons d'Yves Robert
- 1980 : Le Dernier Métro de François Truffaut
- 1981 : Le Choix des armes d'Alain Corneau
- 1981 : La Fille prodigue de Jacques Doillon
- 1981 : La Femme d'à côté de François Truffaut
- 1981 : Hôtel des Amériques d'André Téchiné
- 1982 : Guy de Maupassant de Michel Drach
- 1983 : Mortelle randonnée de Claude Miller
- 1984 : Fort Saganne d'Alain Corneau
- 1984 : Le Vol du Sphinx de Laurent Ferrier
- 1985 : Urgence de Gilles Béhat
- 1985 : Rendez-vous d'André Téchiné
- 1985 : Une femme ou deux de Daniel Vigne
- 1985 : L'Effrontée de Claude Miller
- 1986 : Taxi Boy d'Alain Page
- 1986 : I Love You de Marco Ferreri
- 1986 : Le Lieu du crime d'André Téchiné
- 1987 : Ennemis intimes de Denis Amar
- 1988 : Les Pyramides bleues d'Arielle Dombasle
- 1988 : Ada dans la jungle de Gérard Zingg
- 1988 : La Petite Voleuse de Claude Miller
- 1992 : L'Accompagnatrice de Claude Miller
- 1993 : La Nage indienne de Xavier Durringer
- 1994 : Le Sourire de Claude Miller
- 1998 : La Classe de neige de Claude Miller
- 2000 : Le Pique-nique de Lulu Kreutz
- 2001 : L'Art (délicat) de la séduction de Richard Berry
- 2001 : Betty Fisher et autres histoires de Claude Miller
- 2003 : La Petite Lili de Claude Miller
- 2006 : Je m'appelle Elisabeth de Jean-Pierre Améris
- 2007 : Un secret de Claude Miller
- 2009 : Je suis heureux que ma mère soit vivante de Claude Miller

## Distinctions
- Césars 1976 : nomination au César des meilleurs décors pour L'Histoire d'Adèle H. et pour L'important c'est d'aimer
- Césars 1978 : nomination au César des meilleurs décors pour Nous irons tous au paradis
- Césars 1981 : César du meilleur décor pour Le Dernier Métro
- Césars 1984 : nomination au César des meilleurs décors pour Mortelle Randonnée
- Césars 1988 : nomination au César des meilleurs décors pour Ennemis intimes
- Césars 2008 : nomination au César des meilleurs décors pour Un secret